# Flames
Vous lisez un « bon article » labellisé en 2020.
Pour les articles homonymes, voir Flame.
Ne doit pas être confondu avec FLAMES.
Singles par David Guetta
Like I Do
(2018) Your Love
(2018)
Singles par Sia
Helium
(2018) Here I Am
(2018)
Pistes de 7
Battle
(2) Blame It on Love
(4)
Flames est une chanson du DJ français David Guetta et de la chanteuse australienne Sia, sortie en tant que single le 23 mars 2018 et incorporé à l'album 7 du DJ français. Écrit par Guetta, Sia, Chris Braide, Giorgio Tuinfort et Marcus van Wattum, le titre constitue la sixième collaboration entre le DJ et la chanteuse. Avec une touche funk, la chanson s’apparente plus à la pop qu'à l'electronic dance music. Néanmoins, le single est accompagné de 12 remixes. Les critiques soulignent les qualités vocales de la chanteuse et notent le style moins dance de Flames en regard des précédentes collaborations entre l'Australienne et le Français.
En France, en Belgique et dans de nombreux autres pays d'Europe, le single réussit à se hisser dans le top 10 des classements des ventes. Aux États-Unis, Flames ne parvient cependant pas à entrer dans le Billboard Hot 100, mais il réussit entre autres à se classer à la 2e place du Dance/Electronic Digital Songs et à la 4e place du Hot Dance Club Songs.
Réalisé par Lior Molcho, le clip associé au single s’inspire des films d'action asiatiques et met en scène David Guetta dans le rôle d'un antagoniste.

## Genèse
Flames est le fruit d'une collaboration de longue date entre Sia et David Guetta : depuis le succès international de Titanium, sorti en 2011 (no 1 au Royaume-Uni, plus de quatre millions d'exemplaires aux États-Unis), les deux artistes sont notamment à l'origine des titres She Wolf (Falling to Pieces) en 2012 et Bang My Head en 2015. Au total, et sans compter le remix de Guetta sur Helium, Flames constitue la sixième collaboration entre le Français et l'Australienne. Cependant, cette chanson n'est pas pour Sia un featuring avec le DJ comme cela pouvait être le cas avec les chansons précédentes, mais bien un titre partagé par les deux artistes.
Dans un premier temps, la chanson est envoyée par Sia au DJ français sous la forme d'un simple piano-voix. Au sujet de la chanteuse australienne, David Guetta explique : « C'est une excellente compositrice et elle possède une voix incroyable. Je suis tout simplement super excité à l'idée de sortir un nouveau titre ensemble ». Il faut néanmoins un an pour que les deux se réunissent autour de la chanson. En studio, Guetta désire une approche internationale pour le titre. Ainsi le producteur essaye de faire en sorte que l'auditeur puisse ressentir une certaine émotion sans avoir à comprendre les paroles. Sur cette méthode, Guetta précise au New York Post : « Étant donné que je suis Français, j'ai grandi en écoutant de la musique américaine sans comprendre les paroles. […] J'aime le message de la chanson. Mais à chaque fois que je travaille sur un nouveau titre, j'essaye de l'écouter de la même manière que lorsque j'étais enfant. »
Après quelques jours d'aguichage, le label Warner diffuse le 22 mars 2018 une quinzaine de secondes du titre via un tweet, partagé par David Guetta. Une lyric video est dévoilée dans la journée sur YouTube, accompagnant la sortie du single le lendemain au format numérique, puis un ensemble de remixes sort le 20 avril sous le même format que le single. Par la suite, le titre est inclus dans l'album 7 de David Guetta sorti le 14 septembre.

## Composition

### Œuvre originale
Sans big drop et se rapprochant des sonorités de l'album Funk Wav Bounces Vol. 1 du DJ écossais Calvin Harris sorti en 2017, Flames se rattache plus à la pop qu'à l'electronic dance music. David Guetta décrit lui-même la composition comme étant un titre « vibrant » et « funky » avec une « grande mélodie pop »,. La chanson possède un tempo de 94 battements par minute et une signature rythmique commune 4/4. La tonalité, quant à elle, est do mineur modulée en la bémol majeur par instants, et la gamme vocale de la chanteuse se situe entre les notes si 2 et do4. Les paroles visent à encourager un être cher qui traverse une période difficile, notamment pendant le refrain avec « So my love, keep on running / You gotta get through today »,.

### Remixes

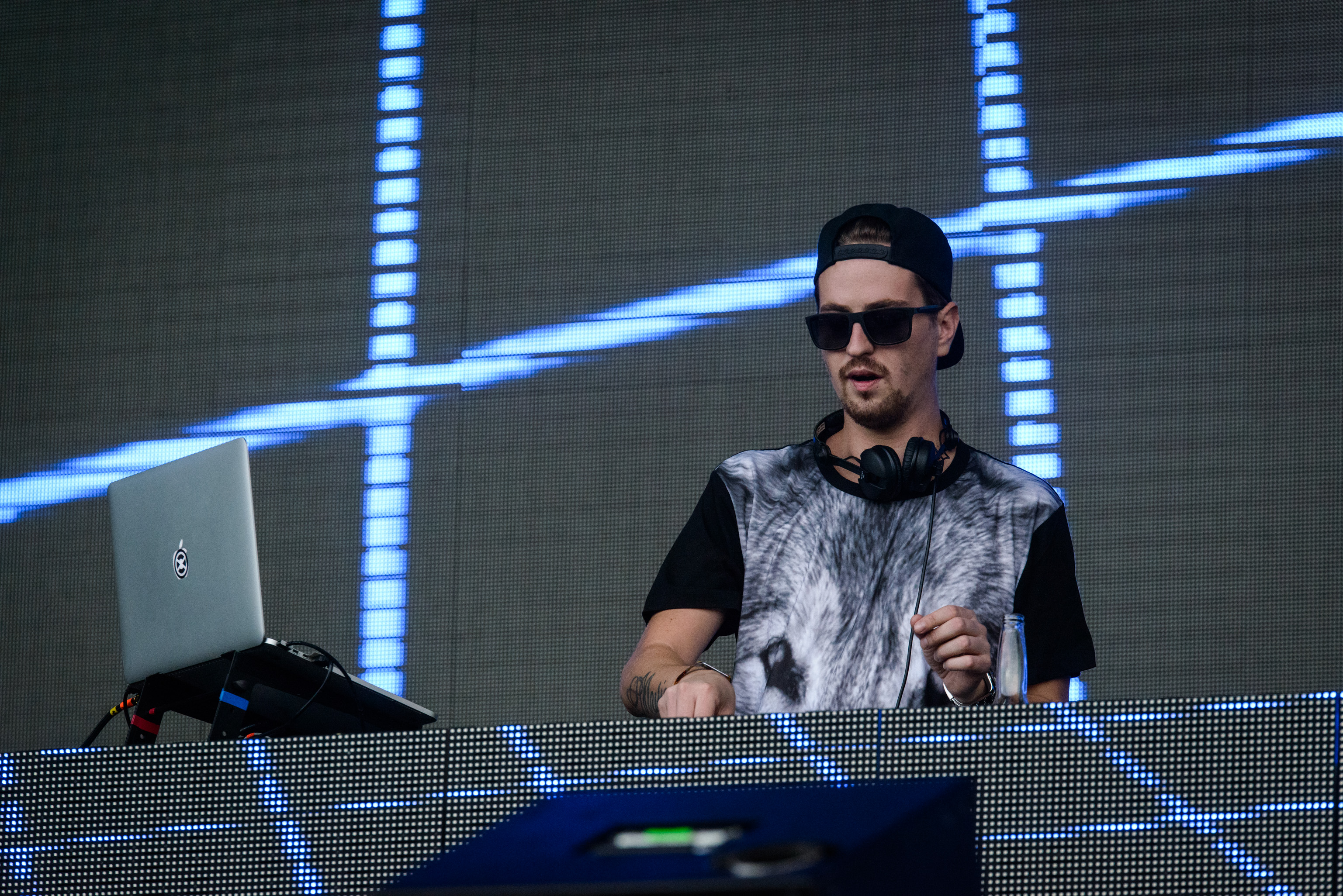
Le DJ allemand Robin Schulz (ici en 2015) fait partie des personnalités ayant remixé le titre.

En plus d'une version longue, douze remixes accompagnent le single. Celui du producteur original, David Guetta, propose une réinterprétation du titre dans un style house progressive old school tel qu'il le faisait avant 2012. Dans un style psy trance, le remix de Sylvain Armaud conserve entre l'intro, le drop et l'outro — dont le tempo tourne autour de 128 bpm — le tempo d'origine tout en proposant des transitions fluides entre chacune de ces parties. Le DJ Pink Panda adopte une réinstrumentalisation groove house adaptée aux boîtes de nuit et s'apparentant à un mashup. Pour le remix de Vladimir Cauchemar, la composition se veut plus expérimentale, particulièrement à partir de la 47e seconde, et utilise notamment en arrière-plan des sons de flûte et des sons de sonnaille sur certains rythmes.
Le producteur allemand Robin Schulz ajoute dans son remix une touche tropicale au titre, à la manière d'un moombahton,. En remplaçant les percussions de Guetta par des rythmes de batterie plus importants et avec des notes de synthé utilisant des voix déformées, Schulz transforme la chanson pop en un titre dance plus direct que l'original.
Le remix tribal house de Leandro Da Silva rappelle les productions du duo Sunnery James & Ryan Marciano. Ce dernier utilise des percussions massives accompagnées d'un synthé de piano couramment utilisé dans l'EDM afin de rendre plus entrainante la chanson pop. Azaar, quant à lui, s'inspire des années 1980 et fait replonger le titre dans cette décennie à l'aide d'une vieille boite à rythme et de synthétiseurs vintages. Le remix de Two Can évoque le style de Rihanna auquel ont été ajoutés des vocal chops. Igor Braska adopte un point de vue plus clubby avec des sonorités classiques venant des boîtes de nuit de ces dernières années et un tempo plus rapide que la version originale. Enfin, les remixes de Tepr et de Tom Martin se rattachent à la future house, le courant le plus populaire de 2018.

## Accueil

### Critiques de la presse et reconnaissance
Plusieurs critiques soulignent les qualités vocales de la chanteuse australienne. Ainsi, pour Roisin O'Connor de The Independent, « la chanson est un classique de Sia, mettant en vedette son incroyable voix et un grand refrain émotif ; il s'agit d'une chanson exaltante et discrète qui démontre la maturité que Sia a apportée aux titres précédents de Guetta, ainsi que son talent pour les rythmes contagieux ». Pour Mike Nied du site Idolator (en), Flames est « un hymne inspirant avec une production enthousiaste ainsi qu'une autre de ces lignes vocales stupéfiantes de la sirène de Chandelier », tout comme Shanté Honeycutt de Billboard, pour qui le titre est « un air pop inspirant qui met en valeur la voix puissante de Sia. » De même, Miljan Milekic d'edm.com explique qu'« une fois de plus, Guetta a montré ses compétences en nous apportant un titre hybride pop-house massif prêt à dominer les stations radio du monde entier, offrant une base parfaite à la voix puissante et unique de Sia ».
Au regard des collaborations précédentes entre le DJ français et la chanteuse, Brittany Spanos du magazine Rolling Stone note le style moins « clubby qu'à l'habitude », évoquant une chanson « plus sérieuse ». Pour Rob Copsey de The Official Charts Company, il s'agit du « genre de production synthwave que l'on peut s'attendre à faire pour la bande originale d'un thriller policier néo-noir ». D'autre part, Hugh McIntyre du magazine Forbes considère que Flames « n'est pas vraiment original » mais « est indéniablement accrocheur, et sera aussi bien joué dans les festivals et les grands clubs que dans les voitures des gens, ce qui est un signe certain de tube de l'été ».
Quant aux remixes accompagnant le single, il y a, pour Jonas Vieten de dance-charts.de, « peu de très bonnes productions et beaucoup de moyennes ». Entre autres, Vieten qualifie le remix Two Can comme n'étant « pas vraiment accrocheur » et parle de concept « entendu trop souvent » pour le remix de Tepr. De même, pour le remix de Pink Panda « les voix et les instruments s'harmonisent, mais ne veulent pas former une unité mémorable ». Cependant, le critique allemand souligne le travail de Sylvain Armand, Vladimir Cauchemar, Robin Schulz et d'Aazar.
Avec Flames, Sia est nommée aux ARIA Music Awards de 2018 dans la catégorie Meilleure artiste féminine, mais ce titre est remporté par Amy Shark et son album Love Monster.

### Performance commerciale et popularité

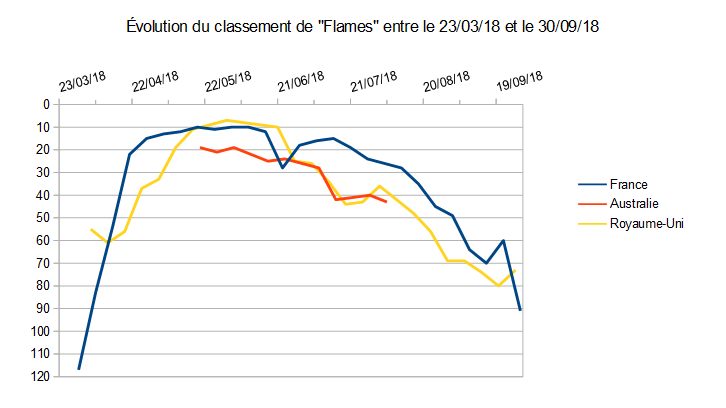
Graphique retraçant l'évolution du classement de Flames en France, en Australie et au Royaume-Uni entre le 23 mars et le 30 septembre 2018.

Au Royaume-Uni, Flames débute le 5 avril 2018 à la 55e place du Singles Chart, puis arrive en première position du Trending Chart (le classement des plus grandes hausses dans le classement officiel) le 8 mai pour culminer dans le Singles Chart à la 7e place le 31 mai,. Le single est certifié disque de platine en octobre par la BPI et arrive en 8e position des titres les plus joués à la radio dans le pays en 2018 d'après la Phonographic Performance Limited,. En outre, le titre se classe aussi en 50e position du classement annuel britannique. En Écosse, Flames culmine en seconde position des ventes le 31 mai, derrière One Kiss de Calvin Harris et Dua Lipa, et en 15e position de l'Irish Singles Chart en Irlande le 22 juin.
En France, le titre de David Guetta et Sia apparaît à la 117e place du classement des singles (téléchargements + streaming) la semaine du 1er mars avant d'atteindre son sommet à la 10e place le 19 mai. En revanche, en termes de ventes pures (sans streaming), le titre entre à la 2e place la semaine du 30 mars, ce qui constituera son meilleur classement. Le 21 septembre, Flames est certifié disque de platine par le SNEP pour un total de 30 millions d'équivalents streams, mode de calcul pour lequel un téléchargement équivaut à 150 streams,. Le titre parvient ainsi en 30e position du classement annuel de 2018, mais atteint la 4e position dans le classement annuel des ventes pures. En Wallonie, le single débute en 29e place de l'Ultratip Bubbling Under la semaine du 31 mars pour atteindre la 3e place de l'Ultratop les semaines consécutives du 30 juin et du 7 juillet 2018, tout en parvenant en 9e position du classement airplay le 7 avril. De même en Flandre, le single débute dans l'Ultratip Bubbling Under flamand en 27e place la semaine du 31 mars, pour atteindre la 7e place de l'Ultratop les semaines du 7 et 14 juillet, tout en culminant à la 6e place du classement airplay la semaine du 5 mai. La chanson se classe respectivement en 30e et 15e places des classements annuels 2018 de Flandre et de Wallonie relatifs aux singles, et est certifiée disque d'or le 22 juin par la BEA pour s'être écoulée à plus de 20 000 téléchargements,,. En Suisse, le single débute dans le classement national à la 10e place la semaine du 1er avril pour atteindre la 2e place la semaine du 6 mai tout en culminant la même semaine en 1re position du classement régional de Romandie, et ce pour un total de 8 semaines,. Sur l'année 2018, Flames se classe en 12e position du classement annuel helvétique et est certifié disque d'or pour avoir été téléchargé plus de 15 000 fois,.
Dans le reste des pays européens, le single parvient à atteindre le top 20 des ventes de plusieurs pays : l'Allemagne, l'Autriche, la Finlande, la Hongrie, l'Italie, le Luxembourg, les Pays-Bas,, la Pologne, le Portugal, la Slovaquie, la Suède, la République Tchèque et la Norvège où il figure en première position la semaine 16 et est certifié double disque de platine pour l'obtention de 12 000 000 unités (un stream équivalant à une unité, un téléchargement à 100 unités),,,. Le magazine Billboard rapporte que le titre arrive en seconde position des ventes digitales la semaine du 19 mai sur le continent. De plus, le single bénéficie d'une bonne couverture radio à l'est, comme en Hongrie, Tchéquie ou Slovaquie où le titre atteint la première place des classements radio,,. En outre, la chanson parvient à atteindre aux Pays-Bas la seconde place du classement annuel 2018 du Nederlandse Top 40, derrière One Kiss de Calvin Harris et Dua Lipa.
Dans le pays natal de la chanteuse, Flames débute en 19e place du classement des singles la semaine du 20 mai pour voir par la suite sa position diminuer dans le classement. Néanmoins, le titre atteint la 8e place du classement digital tracks et la 3e du classement dance avec un classement annuel à la 18e place au sein de ce dernier,,. D'autre part, la chanson est certifiée double disque de platine en 2019 par l'ARIA pour avoir été téléchargée au moins 140 000 fois,. En Nouvelle-Zélande, le single ne parvient pas à entrer dans le Singles Top 40 et reste cantonné à la 3e place du Singles Heatseekers de la NMRZ,.
Aux États-Unis, le titre n'entre pas dans le Billboard Hot 100, mais il se classe néanmoins en 9e position du classement Dance/Electronic Digital Songs dès la première semaine, avec 2,2 millions d'écoutes en streaming et 10 000 ventes ; avant d'atteindre la 2e place du classement de la semaine du 4 juillet 2018 pour parallèlement une 47e place dans le classement général des ventes numériques, le Digital Songs,,. De plus, Flames parvient à avoir une certaine popularité dans les boites de nuit américaines, en atteignant notamment la 4e place du Hot Dance Club Songs du 28 juillet. Au Canada, le single atteint la 66e place du Hot 100 le 4 juillet avec une 17e place au classement digital,. Enfin, en Amérique latine, la chanson obtient un certain écho au sein des radios où le titre arrive entre autres en 4e position du classement airplay mexicain et en 18e position du classement équatorial équivalent,.

## Clip vidéo
Dans un premier temps, une lyric video sort le 22 mars 2018 sur la plateforme YouTube dans laquelle défilent les paroles de la chanson sur fond de plage paradisiaque,, cumulant plus de 655 000 vues en moins de 24 heures. Par la suite, le clip vidéo officiel de Flames sort le 5 avril sur YouTube. Ce dernier est réalisé par Lior Molcho et s'inspire des films d'action asiatiques. Il met en scène Lauren May Kim, Erin Wu et Courtney Chen sous les traits d'un trio de jeunes ninjas étudiant les arts martiaux, Danny Trejo dans le rôle du maître de kung-fu et David Guetta dans le rôle de l'antagoniste intitulé The Emperor (L'Empereur),. Comme à son habitude, la chanteuse Sia n'apparaît pas dans le clip. Alors que le trio d'apprenties ninjas est en train d'apprendre à couper du bois à mains nues et à transpercer des mouches en lançant des baguettes, une armée d'attaquants envahit le complexe du maître et tue ce dernier. Les ennemis kidnappent ensuite le trio et l'emmène vers l'Empereur. Une fois arrivées, les trois ninjas réussissent à se défaire de leurs menottes et parviennent à terrasser rapidement leurs ravisseurs. Cependant, le trio n'arrive pas à vaincre l'Empereur qui possède la capacité de se servir de ses mains comme d'un lance-flammes,. Le fantôme du maître apparaît alors dans le ciel et les encourage à se regrouper. Elle réussissent finalement à vaincre le personnage de Guetta en lui serrant les mains contre son entrejambe alors qu'elles sont en train de cracher du feu.
Fin juin 2018, le clip vidéo cumule plus de 50 000 000 de vues sur YouTube. Par ailleurs, le clip est nommé aux MTV Music Awards de 2018 dans la catégorie Meilleure vidéo dance.

## Versions
| 1. | Flames | 3:15 |

| 1. | Flames (David Guetta Remix)       | 6:08 |
| 2. | Flames (Tepr Remix)               | 3:52 |
| 3. | Flames (Pink Panda Remix)         | 3:48 |
| 4. | Flames (Sylvain Armand Remix)     | 4:32 |
| 5. | Flames (Vladimir Cauchemar Remix) | 3:24 |
| 6. | Flames (Extended)                 | 4:51 |

| 1.  | Flames (Extended)                 | 4:51 |
| 2.  | Flames (David Guetta Remix)       | 6:08 |
| 3.  | Flames (Leandro Da Silva Remix)   | 5:45 |
| 4.  | Flames (Pink Panda Remix)         | 3:48 |
| 5.  | Flames (Tepr Remix)               | 3:52 |
| 6.  | Flames (Robin Schulz Remix)       | 3:28 |
| 7.  | Flames (Two Can Remix)            | 2:28 |
| 8.  | Flames (Aazar Remix)              | 2:52 |
| 9.  | Flames (Sylvain Armand Remix)     | 4:32 |
| 10. | Flames (Igor Blaska Remix)        | 4:58 |
| 11. | Flames (Vladimir Cauchemar Remix) | 3:24 |
| 12. | Flames (Tom Martin Remix)         | 3:27 |
| 13. | Flames (Instrumental)             | 3:15 |

| 1. | Flames (Robin Schulz Remix)     | 3:28 |
| 2. | Flames (Leandro Da Silva Remix) | 5:45 |

| 1. | Flames (Aazar Remix)       | 2:52 |
| 2. | Flames (Two Can Remix)     | 2:28 |
| 3. | Flames (Tom Martin Remix)  | 3:27 |
| 4. | Flames (Igor Blaska Remix) | 4:58 |

| 1. | Flames (Acoustic) | 3:52 |

## Crédits
- Production additionnelle - Marcus van Wattum
- Instrumentation et programmation - David Guetta et Giorgio Tuinfort
- Guitare - Pierre-Luc Rioux
- Piano – Giorgio Tuinfort
- Production vocale - Chris Braide
- Programmation additionnelle - Marcus van Wattum
- Mixage - Serban Ghenea
- Ingénieur son - John Hanes

Crédits issus de l'album 7

## Classements et certifications
| Classement (2018)                             | Meilleure position |
| --------------------------------------------- | ------------------ |
| Allemagne (GfK Entertainment)                 | 7                  |
| Allemagne (Top 20 Dance-Charts)               | 1                  |
| Argentine (Hot 100)                           | 79                 |
| Australie (ARIA Dance)                        | 3                  |
| Australie (ARIA Digital Tracks)               | 8                  |
| Australie (ARIA)                              | 19                 |
| Autriche (Ö3 Austria Top 40)                  | 7                  |
| Belgique (Flandre Ultratop 50 Airplay)        | 6                  |
| Belgique (Flandre Ultratop 50 Singles)        | 7                  |
| Belgique (Wallonie Ultratop 50 Airplay)       | 9                  |
| Belgique (Wallonie Ultratop 50 Singles)       | 3                  |
| Brésil (Crowley Charts)                       | 80                 |
| Canada (Adult Contemporary)                   | 21                 |
| Canada (Digital Songs)                        | 17                 |
| Canada (Hot 100)                              | 66                 |
| Colombie (National-Report)                    | 75                 |
| Croatie (HTR)                                 | 6                  |
| Danemark (Tracklisten)                        | 40                 |
| Écosse (OCC)                                  | 2                  |
| Équateur (National-Report)                    | 18                 |
| Espagne (PROMUSICAE)                          | 38                 |
| États-Unis (Dance/Electronic Digital Songs)   | 2                  |
| États-Unis (Dance/Electronic Streaming Songs) | 23                 |
| États-Unis (Digital Songs)                    | 47                 |
| États-Unis (Dance Club Songs)                 | 4                  |
| États-Unis (Hot Dance/Electronic Songs)       | 9                  |
| États-Unis (Lyricfind Global)                 | 11                 |
| Europe (Euro Digital Songs)                   | 2                  |
| Finlande (Suomen virallinen lista)            | 6                  |
| France (SNEP)                                 | 10                 |
| France (SNEP (Ventes))                        | 2                  |
| Hongrie (Dance Top 40)                        | 6                  |
| Hongrie (Rádiós Top 40)                       | 1                  |
| Hongrie (Single Top 40)                       | 1                  |
| Hongrie (Stream Top 40)                       | 3                  |
| Irlande (Irish Singles Chart)                 | 15                 |
| Italie (FIMI)                                 | 11                 |
| Luxembourg (Digital Songs)                    | 1                  |
| Mexique (México Airplay)                      | 4                  |
| Mexique (Inglés Airplay)                      | 1                  |
| Norvège (VG-lista)                            | 1                  |
| Nouvelle-Zélande (NMRZ Heatseekers)           | 3                  |
| Pays-Bas (Nederlandse Top 40)                 | 2                  |
| Pays-Bas (Single Top 100)                     | 4                  |
| Pologne (ZPAV)                                | 1                  |
| Pologne (Dance Top 50)                        | 8                  |
| Portugal (AFP)                                | 16                 |
| Roumanie (Airplay 100 (en))                   | 6                  |
| Royaume-Uni (UK Singles Chart)                | 7                  |
| Royaume-Uni (UK Streaming Chart)              | 88                 |
| Singapour (RIAS)                              | 23                 |
| Slovaquie (IFPI Rádio)                        | 1                  |
| Slovaquie (IFPI Singles Digitál)              | 9                  |
| Slovénie (SloTop50)                           | 1                  |
| Suède (Sverigetopplistan)                     | 9                  |
| Suisse (Charts Romandie)                      | 1                  |
| Suisse (Schweizer Hitparade)                  | 2                  |
| Tchéquie (IFPI Rádio)                         | 1                  |
| Tchéquie (IFPI Singles Digitál)               | 6                  |
| Venezuela (Record Report Top Anglo)           | 22                 |

| Classement (2018)                       | Position |
| --------------------------------------- | -------- |
| Allemagne (GfK Entertainment)           | 22       |
| Australie (Dance Singles)               | 18       |
| Autriche (Ö3 Austria Top 40)            | 33       |
| Belgique (Flandre Ultratop 50 Singles)  | 30       |
| Belgique (Wallonie Ultratop 50 Singles) | 15       |
| Espagne (Promusicae Radio)              | 8        |
| Espagne (Promusicae)                    | 86       |
| États-Unis (Hot Dance/Electronic Songs) | 28       |
| France (SNEP)                           | 30       |
| France (SNEP (Ventes))                  | 4        |
| Hongrie (Mahasz Dance Top 40)           | 31       |
| Hongrie (Mahasz Rádiós Top 40)          | 11       |
| Hongrie (Mahasz Single Top 40)          | 9        |
| Italie (FIMI)                           | 33       |
| Pays-Bas (Nederlandse Top 40)           | 2        |
| Pays-Bas (Single Top 100)               | 28       |
| Pays-Bas (Dance Top 30)                 | 6        |
| Pays-Bas (Airplay Top 50)               | 5        |
| Royaume-Uni (UK Singles Chart)          | 50       |
| Slovénie (SloTop50)                     | 11       |
| Suisse (Schweizer Hitparade)            | 12       |

| Région | Certification | Ventes/Streams |
| --- | ------------- | -------------- |
| Allemagne (BVMI) | Or            | 200 000^       |
| Australie (ARIA) | 2 × Platine   | 140 000*       |
| Belgique (BEA) | Or            | 20 000*        |
| Canada (Music Canada) | Platine       | 80 000‡        |
| Danemark (IFPI Danemark) | Or            | 4 500 000‡     |
| Espagne (PROMUSICAE) | Platine       | 40 000^        |
| France (SNEP) | Platine       | 25 000 000‡    |
| Italie (FIMI) | 2 × Platine   | 140 000*       |
| Norvège (IFPI Norvège) | 2 × Platine   | 12 000 000‡    |
| Pologne (ZPAV) | 2 × Platine   | 40 000*        |
| Royaume-Uni (BPI) | Platine       | 600 000‡       |
| Suisse (IFPI) | Or            | 15 000*        |
| *Ventes selon la certification ^Mise en rayon selon la certification xNon précisé par la certification ‡ventes/streaming selon la certification |               |                |

## Historique de sortie
| Région     | Date          | Format                       | Version          | Label                 | Réf.    |
| ---------- | ------------- | ---------------------------- | ---------------- | --------------------- | ------- |
| Mondial    | 23 mars 2018  | Téléchargement numérique     | Originale        | What a Music          | [ 9 ]   |
| Italie     | 23 mars 2018  | Contemporary hit radio (en)  | Originale        | Warner                | [ 128 ] |
| Mondial    | 20 avril 2018 | Téléchargement numérique     | Remixes (Part 1) | What a Music          | [ 9 ]   |
| Mondial    | 20 avril 2018 | Téléchargement numérique     | Remixes EP       | What a Music          | [ 9 ]   |
| Mondial    | 11 mai 2018   | Téléchargement numérique     | Remixes (Part 2) | What a Music          | [ 9 ]   |
| Mondial    | 25 mai 2018   | Téléchargement numérique     | Remixes 2 EP     | What a Music          | [ 9 ]   |
| États-Unis | 11 juin 2018  | Hot adult contemporary radio | Originale        | - Big Beat - Atlantic | [ 129 ] |
| États-Unis | 12 juin 2018  | Contemporary hit radio       | Originale        | - Big Beat - Atlantic | [ 130 ] |
| Mondial    | 22 juin 2018  | Téléchargement numérique     | Acoustique       | What a Music          | [ 9 ]   |